# Miss Rio de Janeiro 2008
Miss Rio de Janeiro 2008 foi a 53ª edição do tradicional concurso de beleza feminino de Miss Rio de Janeiro, válido para a disputa de Miss Brasil 2008, único caminho para o Miss Universo. O concurso foi coordenado pela empresária Susana Cardoso e ocorreu no Canecão, na cidade do Rio de Janeiro com a presença de vinte (20) candidatas de distintos municípios do Estado. A detentora do título no ano anterior, Aiana Soares, coroou a sucessora no final do evento, sendo esta a representante de Teresópolis, Camila Paiva Hentzy.

## Resultados

### Colocações
| Posição               | Município e Candidata |
| --------------------- | --- |
| Vencedora             | - Teresópolis - Camila Hentzy |
| 2º. Lugar             | - Belford Roxo - Isabel Correa |
| 3º. Lugar             | - Armação dos Búzios - Anne Karnopp |
| 4º. Lugar             | - Duque de Caxias - Mariana Notarângelo |
| 5º. Lugar             | - Rio de Janeiro - Luana Reis |
| Top 10 Semifinalistas | - Campos dos Goytacazes - Carolina Alves - Niterói - Letícia Vellozo - Petrópolis - Karine Mussel - São João de Meriti - Daniella Mendes - Tanguá - Amanda Leite |

### Prêmios Especiais
Foram distribuídos os seguintes prêmios este ano:
| Posição        | Município e Candidata          |
| -------------- | ------------------------------ |
| Miss Simpatia  | - Rio de Janeiro - Luana Reis  |
| Miss Fotogenia | - Belford Roxo - Isabel Correa |

## Candidatas
Disputaram o título este ano (lista incompleta):  
| - Araruama - Bruna Dala Paula - Armação dos Búzios - Anne Karnopp - Arraial do Cabo - Luciana Santos - Barra Mansa - Nayara Justino - Belford Roxo - Isabel Correa - Campos dos Goytacazes - Anna Carolina Alves | - Duque de Caxias - Mariana Notarângelo - Macaé - Aline Coutinho - Niterói - Letícia Vellozo - Nova Iguaçu - Érica Damasceno - Petrópolis - Karine Mussel - Rio das Ostras - Nayla Benjamim | - Rio de Janeiro - Luana Caroline Reis - São Gonçalo - Raquel Moreira - São João de Meriti - Daniella Mendes - Tanguá - Amanda Leite - Teresópolis - Camila Hentzy - Volta Redonda - Larissa Amitti |